# Station Wieringerwaard
Station Wieringerwaard (telegrafische code: wrd) is een voormalig spoorwegstation aan de Nederlandse tramlijn Van Ewijcksluis - Schagen, destijds aangelegd door de N.V. Spoor-(Tram)weg Wieringen-Schagen en geëxploiteerd door de Hollandsche IJzeren Spoorweg-Maatschappij (HIJSM). Het station lag in de plaats Wieringerwaard. Aan de tramlijn werd het station voorafgegaan door stopplaats Westfriesche dijk en gevolgd door stopplaats Oostpolder. Station Wieringerwaard werd geopend op 1 maart 1912 en gesloten op 31 december 1934. Bij het station was een wit stationsgebouw aanwezig, dat nog steeds bestaat. Dit gebouw is een rijksmonument.